# Tudor Vladimirescu (Galați)
Tudor Vladimirescu is een Roemeense gemeente in het district Galați.
Tudor Vladimirescu telt 2357 inwoners.